# Кетчикан (Аляска)
Кетчика́н (англ. Ketchikan) — місто (англ. city) в США, в окрузі Кетчикан штату Аляска. Населення — 8192 особи (2020), є п'ятим за густотою населеності містом у штаті.
Економіка міста заснована на туризмі та рибальстві, і місто відоме як «Світова столиця лосося». Національна пам'ятка «Туманні фіорди» є однією з головних пам'яток району.

## Географія
Кетчикан розташоване на острові Ревільягіхедо за 145 км на північ від Прінс-Руперта і за 378 км на південь від Джуно.
- середня річна кількість опадів у вигляді дощу становить 3900 мм, а середньорічна кількість опадів у вигляді снігу — 94 см.
- Середній максимум температури липня в місті 18 °C, січня 4 °C.

Кетчикан розташований за координатами 55°21′28″ пн. ш. 131°40′29″ зх. д. / 55.35778° пн. ш. 131.67472° зх. д. (55.357695, -131.674712). За даними Бюро перепису населення США в 2010 році місто мало площу 15,27 км², з яких 11,27 км² — суходіл та 4,00 км² — водойми. В 2017 році площа становила 12,70 км², з яких 9,73 км² — суходіл та 2,96 км² — водойми.

### Клімат
| Клімат : Кетчикан       | Клімат : Кетчикан | Клімат : Кетчикан | Клімат : Кетчикан | Клімат : Кетчикан | Клімат : Кетчикан | Клімат : Кетчикан | Клімат : Кетчикан | Клімат : Кетчикан | Клімат : Кетчикан | Клімат : Кетчикан | Клімат : Кетчикан | Клімат : Кетчикан | Клімат : Кетчикан |
| Показник                | Січ.              | Лют.              | Бер.              | Квіт.             | Трав.             | Черв.             | Лип.              | Серп.             | Вер.              | Жовт.             | Лист.             | Груд.             | Рік               |
| Абсолютний максимум, °C | 19,4              | 17,2              | 20,6              | 23,9              | 33,9              | 35,6              | 33,3              | 31,7              | 26,7              | 22,2              | 18,3              | 16,7              | 35,6              |
| Середній максимум, °C   | 3,8               | 5,4               | 6,7               | 10,0              | 13,6              | 16,4              | 18,3              | 18,4              | 15,5              | 11,0              | 6,9               | 4,7               | 10,9              |
| Середній мінімум, °C    | −1,9              | −0,5              | 0,1               | 2,2               | 5,2               | 8,5               | 10,7              | 10,9              | 8,5               | 4,9               | 1,4               | −0,5              | 4,1               |
| Абсолютний мінімум, °C  | −21,7             | −17,8             | −16,1             | −12,2             | −3,9              | 0,0               | 2,2               | 1,1               | −2,2              | −8,3              | −15               | −18,3             | −21,7             |
| Норма опадів, мм        | 353               | 324               | 287               | 284               | 235               | 187               | 189               | 274               | 361               | 563               | 438               | 398               | 3893              |
| Днів з опадами          | 20                | 18                | 20                | 19                | 17                | 16                | 15                | 16                | 19                | 24                | 23                | 22                | 229,0             |
| ----------------------- | ----------------- | ----------------- | ----------------- | ----------------- | ----------------- | ----------------- | ----------------- | ----------------- | ----------------- | ----------------- | ----------------- | ----------------- | ----------------- |
| Джерело:                |                   |                   |                   |                   |                   |                   |                   |                   |                   |                   |                   |                   |                   |

## Демографія
Згідно з переписом 2010 року, у місті мешкало 8050 осіб у 3259 домогосподарствах у складі 1885 родин. Густота населення становила 527 осіб/км². Було 3731 помешкання (244/км²).
Расовий склад населення:
| - 60,7 % — білих - 16,7 % — корінних американців - 10,8 % — азіатів - 0,8 % — чорних або афроамериканців - 0,3 % — вихідців з тихоокеанських островів |

До двох чи більше рас належало 10,0 %. Частка іспаномовних становила 4,4 % від усіх жителів.
За віковим діапазоном населення розподілялося таким чином: 23,9 % — особи молодші 18 років, 65,4 % — особи у віці 18—64 років, 10,7 % — особи у віці 65 років та старші. Медіана віку мешканця становила 36,7 року. На 100 осіб жіночої статі у місті припадало 103,1 чоловіків; на 100 жінок у віці від 18 років та старших — 102,5 чоловіків також старших 18 років.
Середній дохід на одне домашнє господарство становив 66 751 долар США (медіана — 53 111), а середній дохід на одну сім'ю — 81 842 долари (медіана — 70 000). Медіана доходів становила 48 023 долари для чоловіків та 38 079 доларів для жінок. За межею бідності перебувало 16,6 % осіб, у тому числі 22,8 % дітей у віці до 18 років та 4,3 % осіб у віці 65 років та старших.
Цивільне працевлаштоване населення становило 3892 особи. Основні галузі зайнятості: освіта, охорона здоров'я та соціальна допомога — 20,9 %, роздрібна торгівля — 19,4 %, транспорт — 10,4 %, публічна адміністрація — 9,8 %.

## Міст до аеропорту
Аеропорт міста розташований на іншому березі протоки, відтак щоб дістатися, треба пропливти поромом. У середині 2000-их урядом США розглядався проєкт із побудови мосту, який не був реалізований. Серед місцевих цей проєкт набув назви міст у нікуди.